# 체아직
체아직(遞兒職)은 조선시대에 운영된 관직 제도의 일부이다. 즉, 정상적으로 녹봉을 받는 정직(正職)과 비교하여 실제로 근무한 기간에만 녹봉을 받는 일종의 순환 보직이라고 할 수 있다.
정해진 녹봉이 없이 정기적으로 시행되는 근무 평정에 따라 관원이 교체되며 근무 기간에 해당하는 녹봉만 받을 수 있었는데, 일부나마 소득이 있었으므로 녹봉이 없이 근무해야 하는 관직인 무록직(無祿職)보다는 나은 형편에 속했다. 기술 업무에 종사하는 잡직(雜職)에서 폭넓게 활용되었으며, 이는 주로 국가 재정을 절감하는 동시에 많은 사람에게 관직(직함)을 부여하기 위한 필요 때문이었다. 처음에는 정식 관직으로 운영되던 오위(五衛) 관직도 조선 후기에 들어 체아직 용도로 일부 전환되었다.

## 같이 보기
- 오위